# The Tower (Film)
The Tower ist ein südkoreanischer Katastrophenfilm aus dem Jahr 2012.

## Handlung
Der Tower Sky ist ein luxuriöser Wohnkomplex mit Wohnungen für mehr als 5.000 Menschen. Als am Weihnachtsabend Feuer in der Küche ausbricht, kann es schnell wieder gelöscht werden. Der Manager Dae-ho stellt jedoch fest, dass die Sprinkleranlage nicht richtig funktionierte. Den Chef interessiert das aber nicht, Dae-ho solle ja Prioritäten setzen. Er kümmert sich nur um seine Weihnachtsfeier, die für VIP-Gäste ist.
Da Dae-ho den Verursacher des Defektes suchen muss, beauftragt er die Restaurantmanagerin Yoon-hee, auf seine Tochter Hana aufzupassen.
Als Hubschrauber anfliegen, um künstlichen Schnee schneien zu lassen, verlieren einige Piloten aufgrund heftiger Turbulenzen die Kontrolle über die Maschinen und stürzen in die Tower. Es kommt zu großen Explosionen und Feuer bricht aus. Sofort wird die Feuerwehr informiert und macht sich auf den Weg. Young-ki, der Feuerwehrleiter, wollte eigentlich einen schönen Abend mit seiner Frau verbringen, beschließt dann aber doch, mit zum Einsatz zu fahren.
Am Einsatzort angekommen sehen sie, wie stark der Brand sich bereits ausgebreitet hat. Sie rücken sofort an und gehen zu Fuß sechzig Stockwerke hoch. Währenddessen sucht Dae-ho seine Tochter Hana und Yoon-hee, die auf sie aufpasst. Auf dem Weg stößt er auf die Feuerwehrleute und folgt ihnen. Diese bekämpfen jedoch zuerst die Brandursache und Dae-ho macht sich alleine auf den Weg. Als er sie findet, nimmt er durch ein Funkgerät Kontakt mit dem Feuerwehrleiter auf. Dieser und sein Team machen sich auf den Weg zu ihm, werden von der Leitstelle aber zu einem anderen Notfall gerufen und sollen andere Menschen retten. Young-ki schickt einen seiner Männer zu Dae-ho und geht mit den restlichen Feuerwehrmännern zum anderen Notfall. Als sie eintreffen, sind dort nur ein reicher Mann mit seiner Frau und einem Hund.
Dae-ho und die anderen versuchen währenddessen, das Gebäude zu verlassen. Sie wollen mit dem Fahrstuhl nach unten fahren, indem sie die Seile sprengen und dadurch nach einiger Zeit die Notbremse auslösen. Das klappt, doch nur Dae-ho und der Feuerwehrleiter schaffen es aus dem Fahrstuhl, ehe er wieder im freien Fall nach unten fährt und aufprallt. Die beiden verlassen das Gebäude und brechen erneut auf, um die anderen zu retten. Außerdem sollen sie die Regenwasserbehälter sprengen. Sie gehen los und finden die anderen. Einige haben überlebt. Young-ki und zwei andere Feuerwehrleute gehen zu den Wasserbehältern und machen alles für die Sprengung bereit. Als die beiden draußen sind, schließt sich Young-ki ein und will manuell den Sprengsatz zünden, weil er die Fernbedienung verloren hat. Sie gehen zu den anderen und werden von den Wassermassen nach draußen in den Fluss gespült und dann gerettet. Währenddessen wurde, um größere Schäden zu verhindern, das Gebäude gesprengt.

## Entstehung und Veröffentlichung
Regisseur Kim Ji-hoon wurde durch den Film Flammendes Inferno (1974) inspiriert. Gedreht wurde in den Petronas Towers. Kim arbeitete zwei Jahre lang an der Postproduktion des Films.
Bei einem Budget von 9,7 Millionen US-Dollar spielte der Film weltweit 30,9 Millionen US-Dollar ein. Beim Kinostart am 25. Dezember 2012 gab es 431.759 Kinobesucher, der zweithöchste Ticketverkauf am Eröffnungstag in der Geschichte des koreanischen Kinos (nach The Thieves (2012), 436.628 Besucher). In der ersten Woche wurden zwei Millionen Tickets verkauft, 3,54 Millionen in der zweiten Woche und 4,45 Millionen in der dritten Woche. Am 22. Januar 2013 wurde er der erste koreanische Film im Jahr 2013, der die Fünf-Millionen-Marke erreichte.

## Kritik
Der Film bekam gemischte Kritiken. Der US-amerikanische Aggregator Rotten Tomatoes erfasste 29 % wohlwollende Rezensionen in der Fachpresse.

„Schaue nicht auf die Charakterentfaltung und die tiefe Bedeutung, aber The Tower ist eine echte Achterbahnfahrt.“

„Auch von seiner besten Seite ist The Tower zu unverdienten emotionalen Auszahlungen verpflichtet.“